# والد مسؤول عن الرعاية

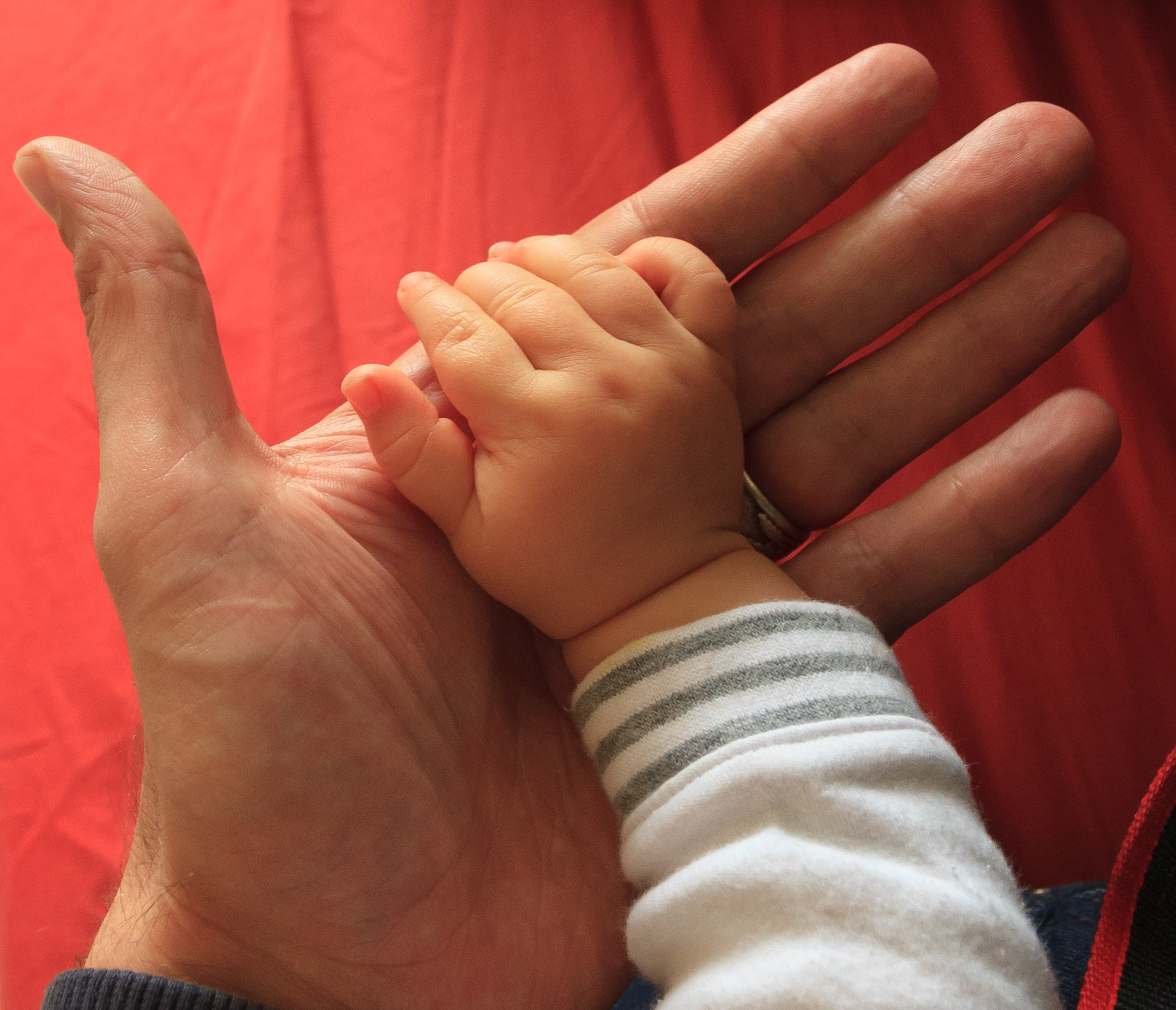
الأبوة مسؤولية بطابع قدسي

مصطلح الوالد المسئول عن الرعاية يشير بشكل نموذجي إلى والد الرضيع الذي يوفر الرعاية الرئيسية للطفل الرضيع. ويمكن أن يشير هذا المصطلح إلى العديد من أنواع الأجناس المختلفة.
ويعد مفهوم «الوالد المسئول عن الرعاية» لدى البشر ظاهرة جديدة ناشئة في القرن الحادي والعشرين. ويتم اعتبار ذلك نتيجة لتغير التصورات الخاصة بدور الأسرة والنساء في العالم الغربي. ويمكن أن يتولى الوالد المسئول عن الرعاية القيام بالأدوار التي كان يتم تعيينها بشكل تقليدي أو في الغالب للنساء. ويشتمل ذلك على إرضاع الطفل واستحمامه، وتوفير كل الضروريات الأخرى للطفل.